# الشمس (أولاد سعيد)
الشمس هو دُوَّار يقع بجماعة زمران الشرقية، إقليم قلعة السراغنة، جهة مراكش آسفي في المملكة المغربية. ينتمي الدوّار لمشيخة أولاد سعيد التي تضم 26 دوار. يقدر عدد سكانه بـ 599 نسمة حسب الإحصاء الرسمي للسكان والسكنى لسنة 2004.

## روابط خارجية
- البوابة الوطنية للجماعات الترابية
- المندوبية السامية للتخطيط